# قسطنطين تيشندورف
قسطنطين تيشندورف (باللاتينية Constantin von Tischendorf) (1815-1874) عالم كتاب ألماني مهم. قام بقراءة مخطوطة أفرامي وهي مخطوطة يونانية للعهد الجديد من القرن الخامس، واكتشف المخطوطة السيناتية في 1859 وهي مخطوطة للعهد الجديد من القرن الرابع.
كانت جهوده في التنقيب عن المخطوطات الأثرية تشبه القراصنة، وبالإضافة إلى جمعه ومقارنته المخطوطات قام بجهد كبير في التحرير والطباعة وخاصة العهد الجديد.

## روابط خارجية
- قسطنطين تيشندورف على موقع الموسوعة البريطانية (الإنجليزية)